# 廣州地鐵九號線列車
广州地铁九号线列车是广州地铁9号线使用的一款电动车组，内部型号为B6，于2017年12月28日随9号线开通试运营而正式投入使用。

## 概要
九號线相关列车合约由中车株洲电力机车公司中标，除首列列車（09x001-09x002）于中车株洲电力机车公司生产外，其餘列車均在中车株洲电力机车公司属下的廣州中車軌道交通裝備公司生产。初期购置11列，后追加7列。
首列車于2017年2月10日运抵广州，同年4月20日交付至岐山车辆段，同年10月22日完成超速型式试验，同年10月24日完成前11列车的交付。

## 列车特点

### 外观与内装

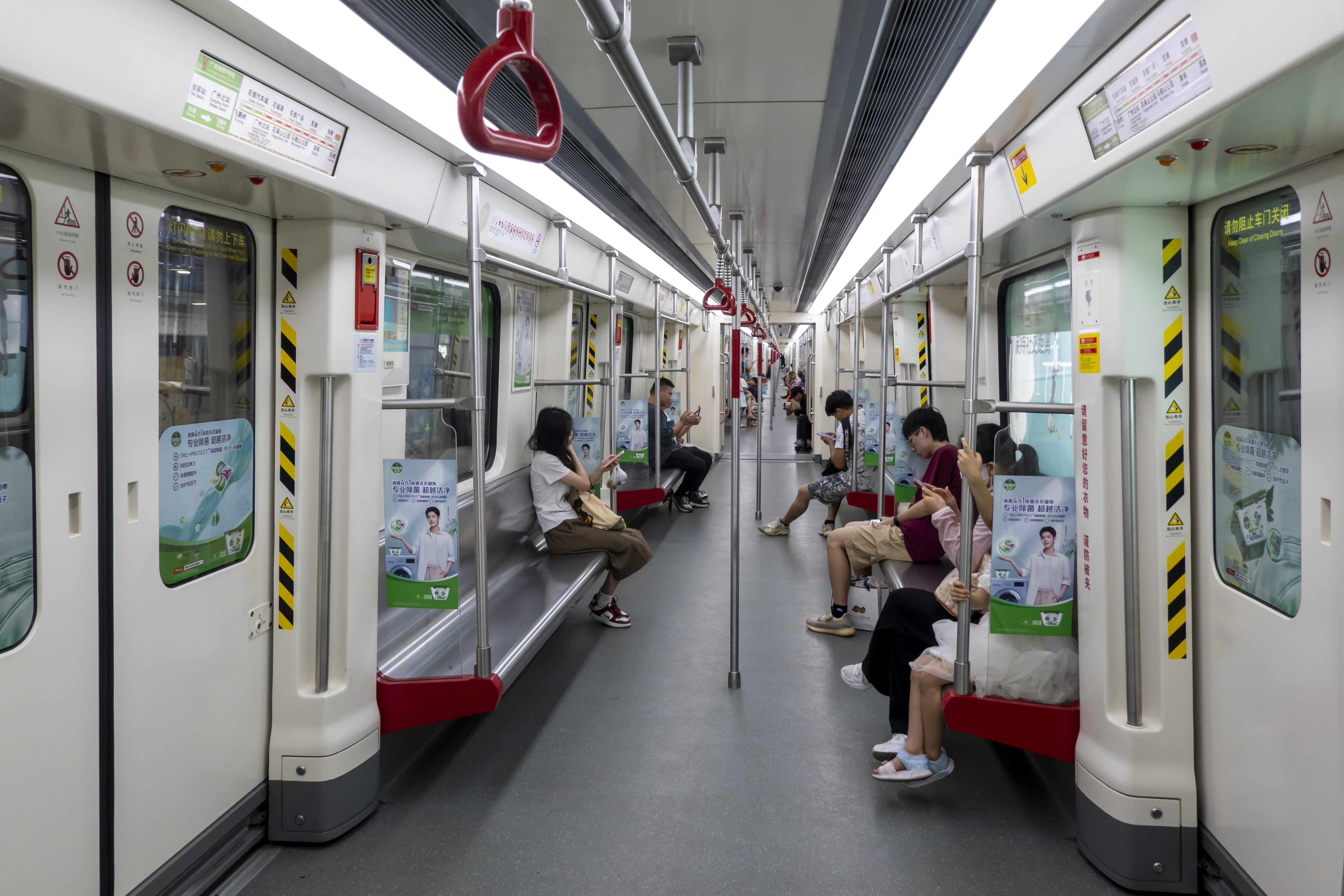
列车内部

B6型列车的外观与B1型列車类似，以“波纹”和“花卉”为设计主题，车身的动感腰线象征珠江的水波纹，橙色莲花图案暗合花都区“花城”之别称。
列车采用专用风道及主动废排等装置，确保客室气流组织良好，以改善乘客的舒适度；列车在中央部分特别设置轮椅区，以照顾特殊乘客的需要。
该批列车与7号线B5型列车一样，客室車門採用歐特美公司提供的垂直塞拉門。

#### 乘客信息系统

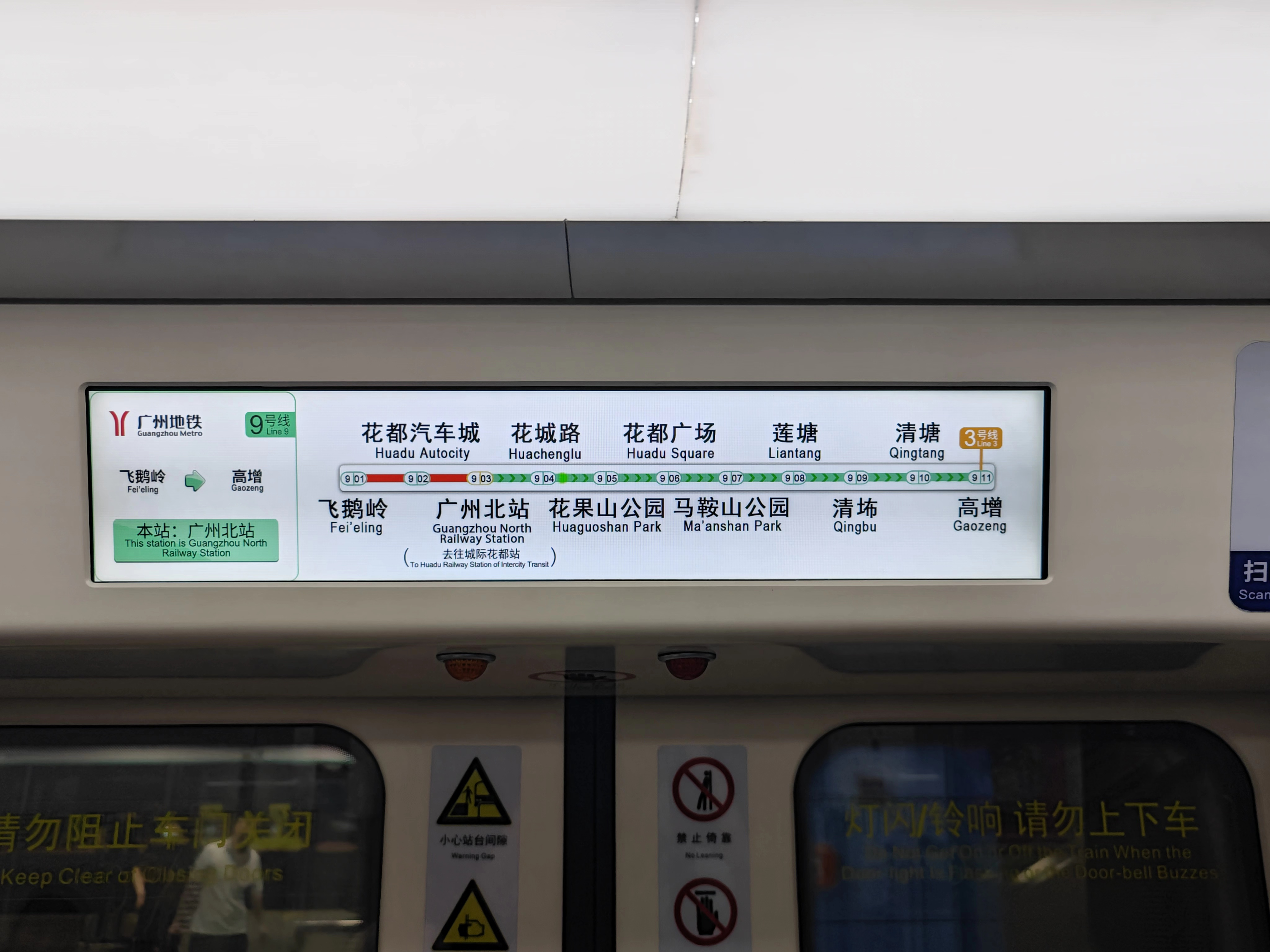
LCD显示屏

B6型列车在每节车厢的车门上方均设有LCD动态地图，提供列车运行的下一站、终点站及换乘信息，此为LCD动态地图在广州地铁的首次应用。
考虑到九号线列车远期可与三号线列车混跑，当B6型列车执行列车救援任务时，可根据其所连挂列车的类型，将广播系统的对讲模式自动切换为全双工或半双工方式。

### 牵引及辅助系统
B6型列车採用ABB原设计、广州神铁牵引设备代工生产的牽引及辅助供电系統，此为中車株洲電力機車与ABB的首次合作。
- 牵引电机：型式为 AMXM280-SBIMC0AF04[5]，采用高绝缘能力的斯凯孚制氮化硅混合轴承以提高电机的可靠性[16][17]。每节B、C单元车厢的下方各安装4台牵引电机，单台电机的额定电压为 1100 V，额定电流为 160 A，额定功率为 230 kW，额定转速为 2,163 r/min，最高转速为 4,104 r/min[5]。
- 牵引逆变器：型式为 CC750_DC_1500V_U_2000_048A01[6][7]，每节B、C单元车厢的下方各安装1台。每台牵引逆变器内置一套集成了8个IGBT元件的 HiPak 变流模块，以1C4M1群方式控制其所在车厢的牵引电机[1][4][16]；考虑到九号线坡道和弯道较多，且站间距较短，因此牵引逆变器的冷却方式为强迫风冷[1][16]。
- 辅助电源：型式为 M280_DC_1500V_U_AD_021A01[6][7]，额定容量 280 kVA，采用强迫风冷进行有效冷却，保证箱体内部温度分布均匀[18]。每节A单元车厢的下方各安装1台辅助电源，辅助电源除了为列车的 AC 380 V 负载供电以外，还集成了 DC 110 V 的充电机，为列车的蓄电池和低压母线供电[4][16]。

### 制动系统
列车采用克诺尔集团制 EP2002 模拟式电空制动系统，其与B1型、B2型、B4型列车使用的克诺尔制动系统在设计上存在共通之处。列车在制动时优先使用电制动，电制动的不足部分自动由空气制动补充，紧急制动则仅使用空气制动；电制动以再生制动为主，制动能量反馈回电网，当电网不能吸收时再采用电阻制动。

### 空调系统
列车采用广州中车轨道交通空调装备提供的空调系统，每节车厢的车顶两端各安装一台制冷量 41 kW、通风量 4500 m3/h 的顶置单元式空调机组，所有机组均以 R407C 为制冷剂，单台机组内的四台压缩机两两并联，可实现制冷运行的四级能量调节。

## 列车编组
|                                                   | 九號線列車（B6） ←飞鹅岭方向高增方向→ |                 |              |                 |              |                 |   |                 |              |                 |              |                 |              |
| 单元车                                            | 090×× （奇）                          | 090×× （奇）    | 090×× （奇） | 090×× （奇）    | 090×× （奇） | 090×× （奇）    |   | 090×× （偶）    | 090×× （偶） | 090×× （偶）    | 090×× （偶） | 090×× （偶）    | 090×× （偶） |
| 車廂編號                                          | =                                     | 09A001 : 09A035 | -            | 09B001 : 09B035 | -            | 09C001 : 09C035 | + | 09C002 : 09C036 | -            | 09B002 : 09B036 | -            | 09A002 : 09A036 | =            |
| 受电弓                                            | =                                     |                 | -            | ＞              | -            |                 | + |                 | -            | ＜              | -            |                 | =            |
| 列车编组                                          | =                                     | Tc              | -            | Mp              | -            | M               | + | M               | -            | Mp              | -            | Tc              | =            |
| M：动力车；Mp：带受电弓的动车；Tc：带驾驶室的拖车 |                                       |                 |              |                 |              |                 |   |                 |              |                 |              |                 |              |
| ＝ ：全自动车钩；+ ：半自动车钩；- ：半永久牵引杆 |                                       |                 |              |                 |              |                 |   |                 |              |                 |              |                 |              |

## 外部連結
- 维基共享资源上的相關多媒體資源：廣州地鐵九號線列車